# Valerie Demey
Valerie Demey (Brugge, 17 januari 1994) is een Belgisch wielrenster die sinds 2024 rijdt voor VolkerWessels.

## Carrière
In 2019 reed ze de gemengde ploegenestafette op de wereldkampioenschappen wielrennen, samen met Jan Bakelants, Senne Leysen, Frederik Frison, Sofie De Vuyst en Julie Van de Velde.  In 2021 was Valerie samen met Lotte Kopecky en Julie Van De Velde geselecteerd voor de Olympische wegrit bij de dames elite.  Haar belangrijkste resultaat behaalde Valerie in de Open de Suède Vargarda, een van de wedstrijden uit de WorldTour dames elite, met een derde plaats in 2022. Samen met Kopecky en D'hoore is ze de enige Belgische die er tot nu toe in is geslaagd om een podiumplaats te behalen in een eendagswedstrijd uit de Worldtour.  

## Palmares
2018
 Belgisch kampioenschap wielrennen voor dames elite

### Resultaten in voornaamste wedstrijden
| Jaar | Ronde van Italië | Ronde van Frankrijk | Ronde van Spanje |
| ---- | ---------------- | ------------------- | ---------------- |
| 2014 |                  |                     |                  |
| 2015 |                  |                     |                  |
| 2016 |                  |                     |                  |
| 2017 |                  |                     |                  |
| 2018 |                  |                     |                  |
| 2019 |                  |                     |                  |
| 2020 |                  |                     |                  |
| 2021 |                  |                     |                  |
| 2022 |                  | 48e                 |                  |
| 2023 | 108e             |                     |                  |
| 2024 |                  |                     | 52e              |
| 2025 |                  | 94e                 |                  |

| Jaar | Milaan-San Remo | Gent-Wevelgem | Ronde van Vlaanderen | Parijs-Roubaix | Amstel Gold Race | Luik-Bast.‑Luik |  | WK op de weg |
| ---- | --------------- | ------------- | -------------------- | -------------- | ---------------- | --------------- |  | ------------ |
| 2014 |                 | 32e           |                      |                |                  |                 |  |              |
| 2015 |                 | 54e           |                      |                |                  |                 |  |              |
| 2016 |                 | 53e           | 51e                  |                |                  |                 |  | 68e          |
| 2017 |                 | opgave        | 79e                  |                | opgave           | opgave          |  |              |
| 2018 |                 | 16e           | 41e                  |                |                  |                 |  | opgave       |
| 2019 |                 | opgave        | 63e                  |                |                  |                 |  | opgave       |
| 2020 |                 | 28e           |                      |                |                  |                 |  | 50e          |
| 2021 |                 |               | 46e                  |                | 64e              |                 |  |              |
| 2022 |                 | 13e           | 54e                  | 21e            | 61e              |                 |  |              |
| 2023 |                 | opgave        | opgave               | 100e           |                  | opgave          |  |              |
| 2024 |                 | 53e           | opgave               |                |                  | 99e             |  | opgave       |
| 2025 | opgave          |               | 78e                  | buit.tijd      |                  |                 |  |              |

## Ploegen
- 2013 -  Keukens Redant Cycling Team
- 2014 -  Keukens Redant Cycling Team
- 2015 -  Keukens Redant Cycling Team
- 2016 -  Topsport Vlaanderen-Etixx
- 2017 -  Sport Vlaanderen-Guill D'or
- 2018 -  Lotto Soudal Ladies
- 2019 -  CCC-Liv
- 2020 -  CCC-Liv
- 2021 -  Liv Racing
- 2022 -  Liv Racing Xstra
- 2023 -  Liv Racing TeqFind
- 2024 –  VolkerWessels
- 2025 –  VolkerWessels

Beckers · Castrique · Demey · Dom · Dréville · Van ’t Geloof · Hoffmann · De Jong · Kopecky · Moonen · Van de Velde · Van den Steen · Vanhoutte
Demey · Van der Heijden · Korevaar · Kuijpers · Lach · Markus · Moolman-Pasio · Rooijakkers · Skalniak · Stultiens · Vos
Bertizzolo · Demey · Van der Heijden · Jaskulska · Korevaar · Kuijpers · Lach · Markus · Moolman-Pasio · Nerlo · Paladin · Rooijakkers · Skalniak · Stultiens · Vos
Bertizzolo · Demey · Jackson · Jaskulska · Kopecky · Korevaar · Kuijpers · Paladin · Rooijakkers · Stultiens
Barbieri · Buurman · de Jong(vanaf 1/6) · Demey · van der Hulst · Jackson · Jaskulska · Korevaar · McGowan · Neumanová · Ragusa · Smulders · Stultiens · Ton
Andersson · Barbieri · Buurman · Demey · García · van der Hulst · Jaskulska · de Jong · Korevaar · McGowan · Neumanová · Ragusa · Smulders · Stultiens · Ton
Beuling · Van Bokhoven · Demey · Dijkstra · Van Helvoirt · Jansen · Knijnenburg · Meert · Molenaar · Poland · A. van Rooijen · S. van Rooijen · Schoens · Souren · Stultiens · Vanhove · Vanpachtenbeke · Wisse (stagiair)
Beuling · Boogaard · Demey · Dijkstra · van Helvoirt · Jansen · Knijnenburg · Meert · Molenaar · Poland · Rijnbeek · van Rooijen · Schoens · Souren · Stultiens · Uneken · Vanpachtenbeke · Vollering · Wisse